# Prefettura di Kissidougou
Kissidougou è una prefettura della Guinea nella regione di Faranah, con capoluogo Kissidougou.
La prefettura è divisa in 13 sottoprefetture, corrispondenti ai comuni:
- Albadaria
- Banama
- Bardou
- Beindou
- Fermessadou-Pombo
- Firawa
- Gbangbadou
- Kissidougou
- Kondiadou
- Manfran
- Sangardo
- Yendé-Millimou
- Yombiro